# Civet de sanglier
Le civet de sanglier est un mets considéré comme l'archétype de la bonne chère. Gros gibier, le sanglier fournit une viande ferme et maigre, qu'il est conseillé de faire mariner. Sa chair sombre, qui fonce avec l'âge, au goût très prononcé, s'accorde en civet avec de grands vins rouges. Pour les gourmets que rebute le goût corsé de cet animal, on peut lui substituer la viande de marcassin dont les saveurs sont moins prononcées.

## Historique
Bien qu'assez peu représenté sur les peintures et gravure rupestres, on sait par les archéologues que le sanglier était chassé durant la Préhistoire. Il est possible qu'il ait, dans les derniers millénaires, alors que se développaient les populations humaines de chasseurs-cueilleurs, profité du recul des grands prédateurs tels que le lion des cavernes, le tigre à dents de sabre et l'ours des cavernes.
En Occident, dans l'Antiquité romaine, germano-gauloise et galloromaine, sa chasse semble avoir été particulièrement valorisée. L'animal était considéré comme courageux, fort et se battant jusqu'au bout. Le chasser devient un combat entre le guerrier et le sanglier, un combat singulier où l'homme doit supporter les cris, les coups et l'odeur de la bête. Le vaincre est alors un exploit. Ces qualités sont aussi reconnues chez les Romains, comme chez les Germains, qui semblent avoir fait de la chasse au sanglier un rituel initiatique indispensable du guerrier, pour devenir libre et adulte. Les Celtes en ont fait un gibier de rois et une chasse symbolique.
Ce grand gibier, dont le mâle peut peser jusqu'à 150 kilogrammes, est chassé depuis l'Antiquité. Horace le considérait comme une viande noble. Elle fut également appréciée tout au long du Moyen Âge. Le nom de sanglier est attesté vers 1160, il trouve son origine dans le latin singularis porcus, qui veut dire « porc solitaire ». 
Cette tradition continue tout au long du haut Moyen Âge, mais s'inverse aux alentours du XIIIe siècle, d'abord en France et en Angleterre, puis en Italie et en Allemagne, aux siècles suivants. Le sanglier et sa chasse sont progressivement dévalorisés. Le sanglier n'est plus le gibier des rois et des princes ; il perd cette qualité au profit du cerf qui lui est opposé. L'une des raisons serait que la chasse au sanglier demandant peu d'espace, contrairement à la chasse au cerf, les grands seigneurs auraient alors « laissé » sa chasse aux seigneurs moins importants. La chasse au cerf serait devenue un moyen de se démarquer pour les seigneurs ayant des forêts assez vastes pour se la permettre.
L'autre raison principale de cette dévalorisation a été la « propagande » de l'Église. Les qualités du sanglier, vantées à l'Antiquité, en font, pour l'Église, l'animal des païens, voire l'animal du Diable. L'Église va tourner toutes ses qualités en défauts, et sa force et son courage deviennent de la férocité. Le cerf, auquel elle l'oppose aussi, a lui toutes les vertus : c'est le Christ des animaux. Avec le temps, et plus récemment, la chasse au sanglier devient aussi le moyen de se débarrasser d'animaux dangereux qui abiment les cultures,.
Il semblerait que la cuisson du sanglier en civet n'ait pas été tout de suite évidente. Dans un album d'Astérix, le gourmand Obélix, affirme sans rire : « Rôti ou à la croque-sel, le sanglier est mon plat favori. » Plus sérieusement, Olivier de Serres, indique dans son Théâtre d’agriculture et mesnage des champs, qu'à son époque : « Le sanglier se mange rôti à la broche, et se sert avec une poivrade ou du jus d'orange. »

## Du marcassin au sanglier

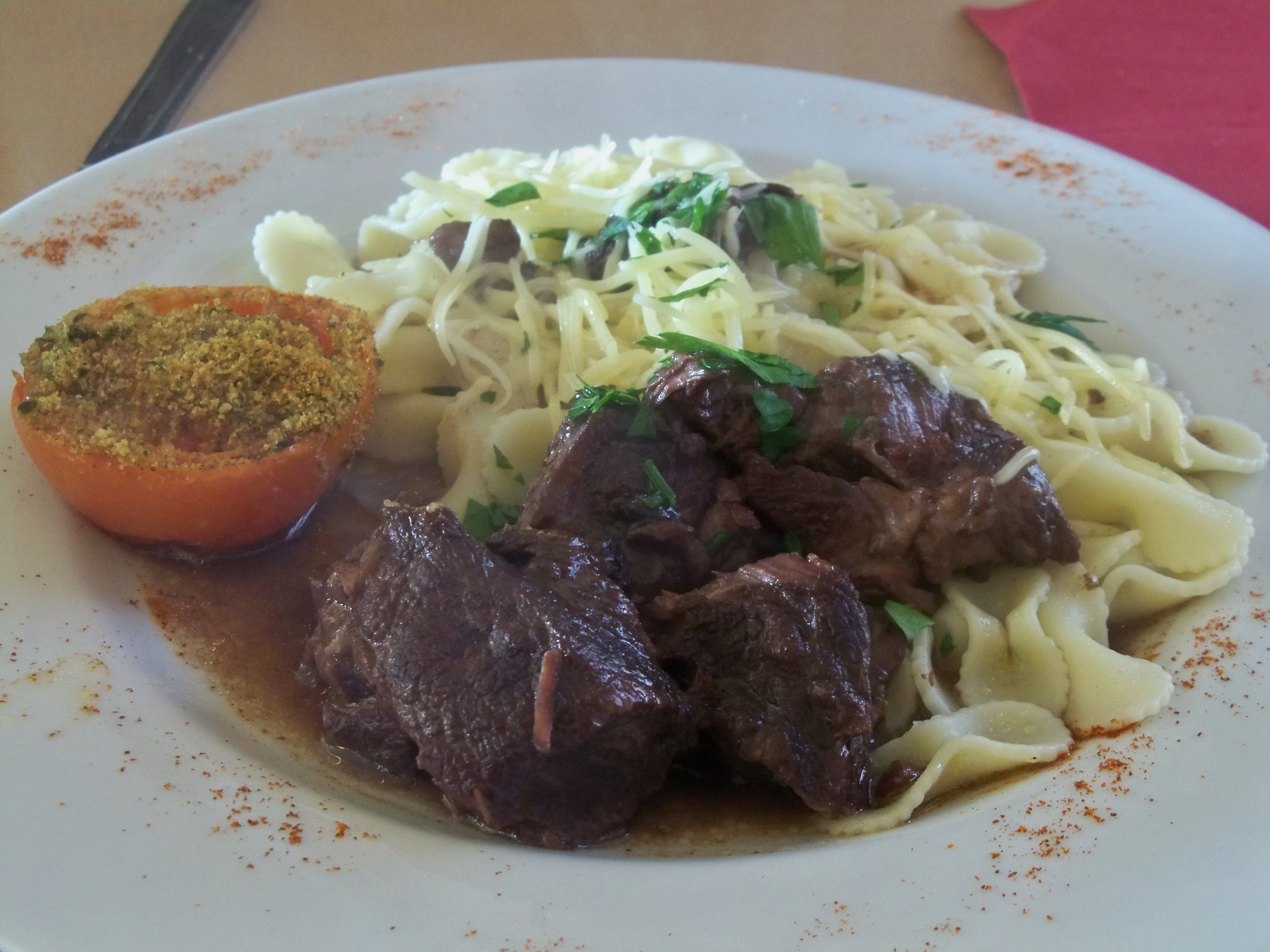
Civet de marcassin

Comme le sanglier ne peut être chassé que durant une période de temps très réglementée, des élevages spécialisés permettent d’en commercialiser toute l’année. Il est nommé différemment selon son âge. Marcassin jusqu'à 6 mois, il devient bête rousse jusqu'à un an. Jusqu'à 3 mois, il est dit « en livrée » et ne peut être chassé. C'est à l’âge de deux ans que sa viande est succulente. Le meilleur civet provient d'une bête rousse, dont le poids se situe entre 30 et 40 kilogrammes.
Certains chefs affirment qu'ils préfèrent cuisiner le marcassin, plutôt que son grand frère, le sanglier à la chair trop coriace et qui nécessite d'être longtemps mariné pour masquer son goût musqué et fauve. Une bête rousse (entre un et deux ans), qu'elle soit d’élevage ou sauvage, doit être aussi marinée à couvert pour aromatiser sa viande, l'attendrir et la conserver. Mais l'avantage du marcassin, qui a beaucoup de points communs avec le porcelet, est que sa viande peut être cuisinée de différentes façons, allant des simples côtelettes à la daube, au ragoût, en passant par l'estouffade ou le civet.

## Conservation
Quelques précautions doivent être prises avec ce gibier. Le choix se portera toujours sur un animal qui n'a pas été tué en pleine course. Dans l'autre cas, il doit être vidé immédiatement de son sang et de ses entrailles, puis rapidement refroidi. La viande de sanglier se conserve parfaitement trois à quatre jours au réfrigérateur. Une fois dépecé, trois semaines de congélation lui sont bénéfiques car, comme tout gibier, le sanglier peut être vecteur d'un parasite, la trichinose, et celle-ci est tuée par le froid. Il peut d'ailleurs rester entre 8 et 10 mois dans un congélateur, ce séjour permettant d'attendrir la viande. De plus, faire mariner la viande de l'animal en enceinte réfrigérée a un énorme avantage. Le froid, le Ph acide et l’huile en surface protègent celle-ci de l'oxygène de l'air.

## Caractéristiques de la viande
C'est une viande faiblement calorique (110 kcal), qui est très maigre et protidique. Elle est riche en vitamine B1 (thiamine), en protéines (22 grammes pour 100 grammes de viande), en minéraux et oligo-éléments (zinc, phosphore, sélénium, etc.). Elle contient aussi des taux d'acide urique, qui la rend incompatible avec la consommation par les personnes souffrant de goutte. Sa couleur, qui varie du rouge clair au rouge foncé, dépend de l'alimentation de ce gibier. Le fermeté de la viande est due à la présence de collagène et d'élastine, d'où la nécessité de la faire séjourner dans une marinade composée de vin, d’épices et d’aromates. Cette macération va non seulement l'attendrir, mais développer ses arômes et affiner son goût avant de cuire sa viande à cœur.

## Préparation

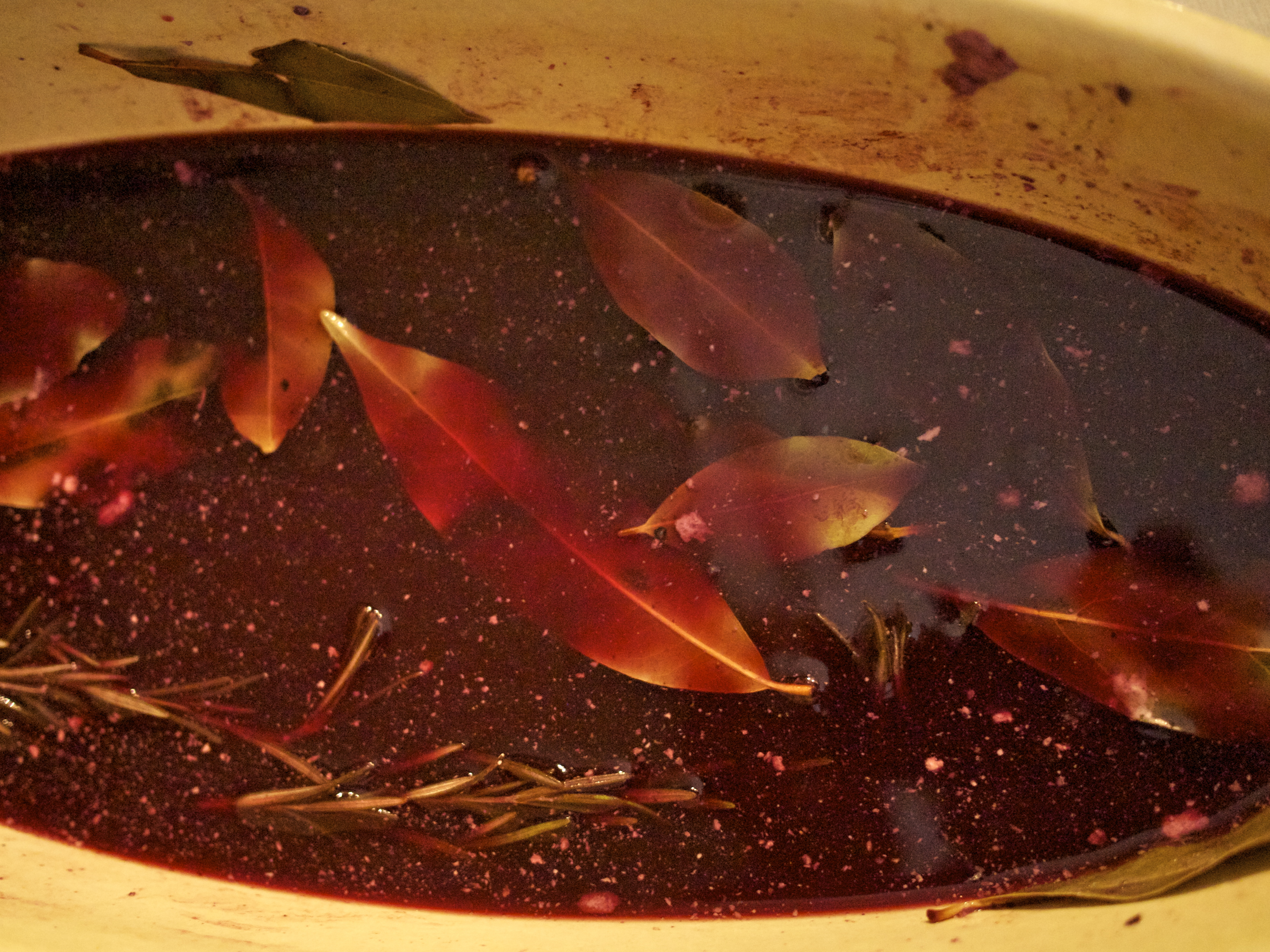
Marinade pour civet.

L'âge de l'animal doit être pris en compte dès sa préparation, plus il est vieux, plus son goût devient fort. On fait mariner sa viande plus ou moins longtemps, selon l’âge : un jour pour un sanglier de six mois à deux ans, et 48 heures pour un sanglier allant vers ses huit ans. 
La marinade nécessite quatre oignons piqués de clous de girofle, six gousses d'ail, quelques carottes coupées en rondelles, du persil, du céleri (côtes et feuilles), du thym, du laurier, des grains de genièvre, du sel de Camargue, du poivre, de la noix de muscade, une écorce d'orange séchée, un verre d'huile d'olive, du vinaigre, deux bouteilles de vin rouge. Cette marinade cuite doit être versée chaude sur les morceaux de sanglier avant de laisser reposer.

## Cuisson
La viande, coupée en morceaux, est accompagnée pour sa cuisson de petit-salé coupé en dés, des légumes de la marinade, d'un verre de sang et du jus de la marinade.
La durée de cuisson varie avec l'âge de l'animal qui est situé entre deux et huit ans. C’est à l'âge de deux ans que la viande de sanglier est la plus tendre et la meilleure. Plus on se rapproche de huit ans, plus sa viande est dure et très forte en goût. Ce qui implique qu'elle doit être marinée deux jours et cuite plus longtemps. Les meilleurs morceaux du sanglier à apprêter en civet sont l'épaule, le collet et la poitrine. On peut accompagner ce mets de champignons, de baies, de plantes sauvages, de châtaignes, de pommes, de groseilles, d'airelles ou de céleri-rave.

## Accord mets/vin

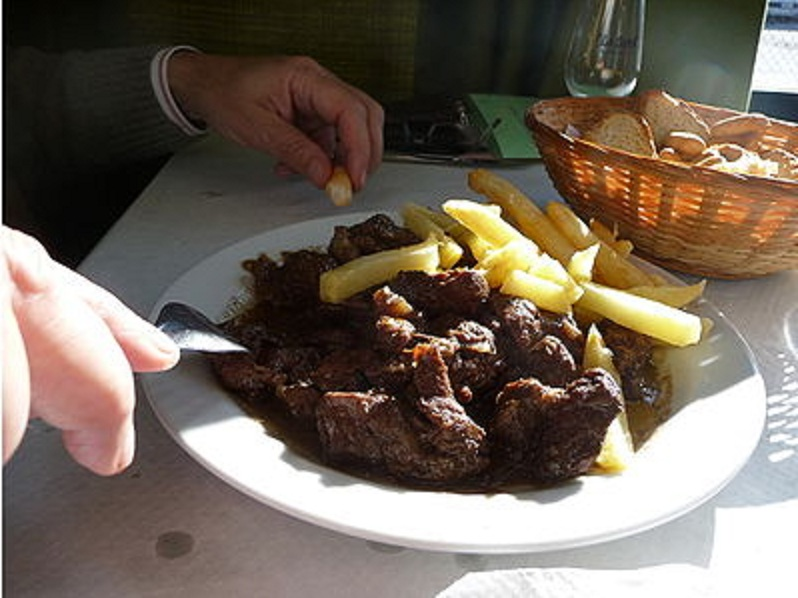
Civet de sanglier.

Pour un civet de marcassin, le vin de la marinade ou un vin assez proche accompagnera les mets. Il en sera de même pour un civet de sanglier où, de plus, le choix du vin se fera en fonction de la saveur plus ou moins prononcée de la venaison. Au civet de sanglier, mets à la fois puissant et parfumé, il faut des vins rouges corsés et de bonne garde.
Vallée du Rhône : châteauneuf-du-pape, gigondas, lirac, vacqueyras, cornas, hermitage, crozes-hermitage, saint-joseph, côte-rôtie. On peut également l'accorder avec bonheur à de vieux vins de Cairanne, visan, séguret, valréas.
Languedoc-Roussillon : saint-chinian, faugères, fitou, collioure, maury.
Provence : bandol, palette, bellet.
Bourgogne : côte-de-beaune, volnay, pernand-vergelesses, côtes-de-nuits, aloxe-corton, santenay, maranges. 
Bordeaux : montagne-saint-émilion, fronsac.
Sud-ouest : madiran, cahors, gaillac.